# 믈라브리족

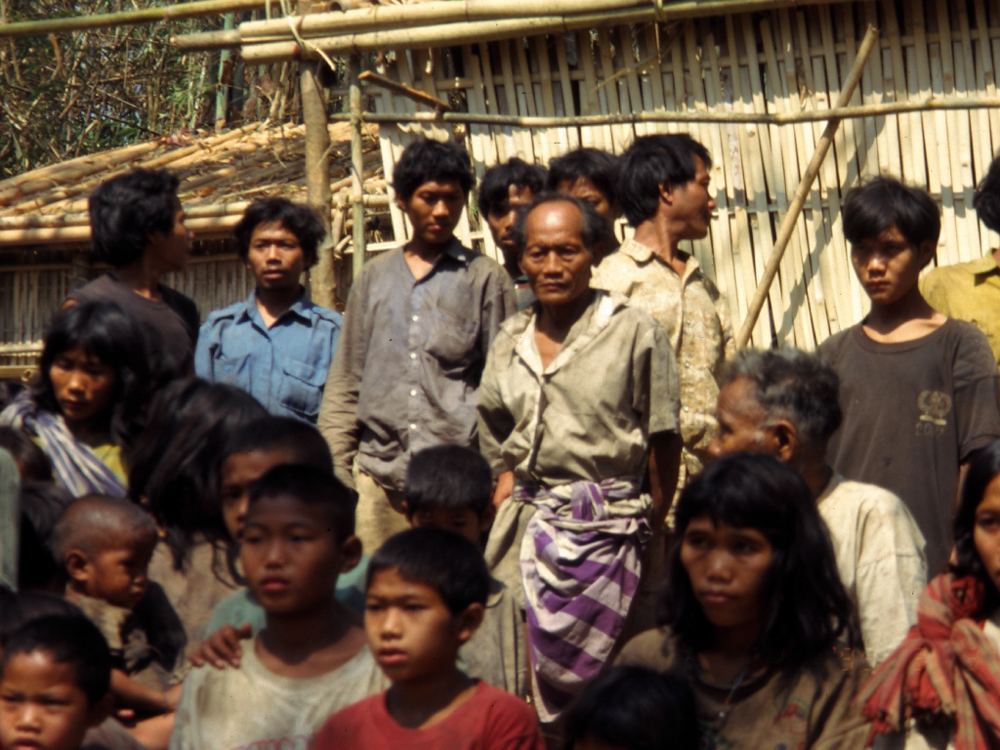

믈라브리족(Mlabri, มลาบรี)은 태국과 라오스에 사는 소수민족이다. 태국 북부과 라오스 국경에 걸친 산악지대의 부족으로, 유랑하는 수렵채집 생활을 영위해 왔다. 그 수가 매우 적어 많아야 400명, 적으면 100명으로 추산되며, 소멸 위기 언어로서 크무족의 언어와 유사한 므라브리어를 사용한다. 이들은 "동남아시아에서 가장 흥미롭지만 가장 덜 알려진 민족"으로 묘사되었다.

## 이름
Mlabri라는 명칭은 Mrabri라는 단어의 태국어/라오스어 변형이며, Mrabri는 크무어에서 "숲 사람"을 의미하는 말이다. 태국과 라오스 현지에서는 떵루앙족(Phi Tong Leuang)으로 알려져 있다. 이는 "노란 잎의 사람들"이라는 의미인데, 이들은 잎이 노랗게 물들기 시작하면 거주지를 버리고 떠나기 때문이라고 전해진다.

## 기원
Hiroki Oota 연구팀은 유전자 분석을 통해 이들의 mtDNA 다양성이 매우 낮다고 판단했으며, 이들이 500~800년 전에 극소수의 집단에서 기원했을 가능성을 제안했다.

## 생활 양식
믈라브리족은 전통적으로 유목 생활을 영위해왔다. 이들은 자주 거처를 옮겨 영구적인 집이 없었으며, 집 대신 야자나무 잎과 대나무 줄로 임시 거처를 만들었다. 오늘날에는 대부분의 믈라브리족이 다른 산악 부족과 무역으로 얻은 공장제 옷을 입지만 과거에 그들은 나무껍질이나 천조각으로 하체만 가렸다. 이들은 대부분의 식량을 채집을 통해 얻는 수렵채집민이다. 여성들은 숲에서 혼자 아이를 낳아 한때 영아 사망률이 매우 높았다.
믈라브리족은 체계적인 사회 제도가 거의 없다. 형식적인 신앙 체계도 없는 것으로 전해지며 숲이나 기타 자연의 정령을 믿는다. 결혼은 간단한 요청으로 이루어지며 신부값은 없다. 죽은 사람은 숨진 곳 근처에 묻히고 부족은 계속 움직인다.
1938년 오스트리아의 인류학자인 Hugo Bernatzik이 당시 부족에 대한 간략한 관찰 내용이 포함된 "노란 잎사귀 민족"이라는 민족지를 출판했다.
1990년대 이후 태국 내의 믈라브리족은 프래와 난 지방의 마을에 정착 생활을 하기 시작했다. 이들의 집은 콘크리트 블록과 나무로 만들어졌으며 금속 지붕과 심지어 전기도 있다. 므라브리족 아이들은 공립학교에 다니기 시작했고 건강 관리가 향상되었다. 한편 2013년 믈라브리족의 자살률 증가가 보도되었다. 믈라브리족 마을에는 약간의 경제 활동이 있다. 이들은 여전히 사냥과 채집도 하지만 이제 일용직 노동자로 일하거나 고원 농업과 해먹 짜기에 종사하기도 한다.

## 같이 보기
- 크무어파

1. ↑  Schliesinger, Joachim, Ethnic Groups of Laos, vol. 2, ISBN 974-480-036-4, p. 187
2. ↑  Waters, Tony; สุขเสน่ห์, บุญยืน. “The Demographics of a Village of Recently Settled Hunter- Gatherers in Thailand”. 《Journal of the Siam Society》 (영어).
3. ↑  Long, Mary, Eugene Long, and Tony Waters (2013) "Suicide Among the Mla Bri Hunter-Gatherers of Northern Thailand."  Journal of the Siam Society (v. 101).